# 張錫純 (民國)
張錫純（1860年—1933年），字壽甫，河北省鹽山縣人，中西醫匯通學派的代表人物之一，近現代中國中醫學界的醫學泰斗。

## 生平
張氏原籍山東諸城，明代遷居直隸鹽山邊務里，世代皆為儒家學者，其先祖張友三傳有家訓謂：「凡後世子孫，讀書之外，可以學醫。」。張氏自幼聰慧，父親張丹亭精於醫道， 他在跟隨父親讀書的閒暇時間同時也兼學醫理。
1885年，張錫純治癒了使當時的名醫高魯軒、毛仙閣束手無策的危重症，頗受二人稱道，自此開始應診。但
1911年前，仍主要以教書爲主要職業。
1893年第二次參加秋試再次落榜後，張氏雖然正值壯年，但對於追求科舉功名並無太大的進取心，於是開始廣泛蒐集百餘種醫書，勤奮閱讀，學識日增。當時正值清朝末年，西洋醫學已在中國迅速傳播。
1904年，中國廢除科舉制度，興辦西式學堂，張錫純成爲鹽山縣唯一可教代數和幾何學的教員。受時代思潮的影響，張氏萌發了衷中參西的思想，遂潛心於醫學。他比較中西醫學，認為各有長短，因而又自學西醫，試圖吸收西醫長處以補中醫的不足。經過十多年的讀書、應診過程，於1909年，完成《醫學衷中參西錄》前三期初稿，此時張氏年近50，醫名漸漸在中國傳開。
1911年辛亥革命後，應德州駐軍統領聘請，在軍中擔任軍醫正數年。
1918年（民國七年），蘇中宣等人聘請張錫純到奉天（瀋陽），在大東關開辦立達中醫院，並擔任院長，提倡中西醫合作，聲名大噪。1920年代初期，與江西陸晉笙、楊如侯、廣東劉蔚楚同負盛名，稱為“四大名醫”。又和慈溪張生甫、嘉定張山雷齊名，被譽為海內“名醫三張”。
1928年後寓居天津，白天診病，夜間寫作，開辦天津“國醫函授學校”，設立“中西匯通醫社”，培養後繼人才。
1933年秋天，因病逝世，享年74歲。

## 著作
張錫純的代表著作是《醫學衷中參西錄》，共七期，三十卷。

## 軼事
張錫純曾創製過一帖名為「石膏阿斯匹靈湯」的方子，由中藥退熱藥生石膏和西藥阿斯匹靈兩味組成，用以治療感冒發燒等，開啟中西藥合用先例。據其所著《醫學衷中參西錄》記載，張氏曾治一幼女，「發熱旬餘不愈（癒），先用涼藥清其熱，熱退仍煩躁不安，後予以阿斯匹靈，發出白痧若干而愈。」張錫純喜用阿司匹林，也将其用来治桂枝汤证、肺结核，以及赵海珊之侄的头肿。

## 外部連結
- 醫學衷中參西錄 （页面存档备份，存于） 中藥方劑像數據庫  (香港浸會大學中醫藥學院) （中文）（英文）